# Henryk Siedlecki
Henryk Siedlecki (ur. 4 października 1943 w Mgoszczu, zm. 7 lutego 2024 w Bydgoszczy) – polski rolnik, działacz spółdzielczy i polityk, poseł na Sejm I i II kadencji.

## Życiorys
Syn Stanisława i Anastazji. Uzyskał wykształcenie średnie zawodowe. Ukończył w 1962 Technikum Mechaniczne w Elblągu. W 1967 wystąpił jako bramkarz w 1 meczu Lechii Gdańsk, grającej wówczas w II lidze. Zajął się prowadzeniem gospodarstwa rolnego, zaangażował się w działalność kółek rolniczych.
W 1991 uzyskał mandat posła na Sejm I kadencji. Został wybrany z listy ogólnopolskiej kandydatów w okręgu elbląsko-olsztyńskim z listy PSL. Zasiadał w Komisji Rolnictwa i Gospodarki Żywnościowej oraz Komisji Systemu Gospodarczego i Przemysłu. W 1993 uzyskał reelekcję z okręgu elbląskiego. Zasiadał ponownie w Komisji Rolnictwa i Gospodarki Żywnościowej, a także w Komisji Polityki Przestrzennej, Budowlanej i Mieszkaniowej. II kadencję Sejmu zakończył jako poseł niezrzeszony. W 1997 bez powodzenia kandydował z ramienia Sojuszu Lewicy Demokratycznej. Mieszkał w Gronowie Elbląskim, w 2010 działał w komitecie wyborczym lokalnej kandydatki na wójta.
Został pochowany na cmentarzu w Gronowie Elbląskim.